# Bittacus italicus
Bittacus italicus är en näbbsländeart som först beskrevs av Müller 1766.  Bittacus italicus ingår i släktet Bittacus och familjen styltsländor. Inga underarter finns listade i Catalogue of Life.